# Уоффорд, Уильям
Уильям Тэтам Уоффорд (William Tatum Wofford) (28 июня 1824 — 22 мая 1884) — американский генерал, участник мексиканской войны и гражданской войны, где сражался в армии Конфедерации и известен своим участием в сражении при Фредериксберге.

## Ранние годы
Уоффорд родился в округе Хабершем, штат Джорджия, в семье Уильяма Уоффорда и Нэнси Тэтам. В 1844 году он окончил Франклин-Колледж (сейчас — часть Флоридского университета). В 1847 году он обрел первый военный опыт во время Мексиканской войны, где он служил капитаном волонтеров. 12 июля 1848 года он покинул военную службу и работал плантатором, служил в легислатуре, а потом стал юристом. В 1852 году был редактором газеты «Cassville Standard».

## Гражданская война
В январе 1861 года Уоффорд был делегатом джорджианского сецессионного конвента от округа Касс. Он голосовал против сецессии, но когда решение о сецессии было принято, он сразу вступил в армию Конфедерации. Он был назначен полковником джорджианского ополчения а в апреле 1861 года — капитаном 18-го Джорджианского полка. 25 апреля он был повышен до полковника и служил в Северной Каролине и Вирджинии, пока не был присоединен к техасской бригаде Джона Худа. В составе бригады Худа он участвовал в сражении при Йорктауне, при Элтамс-Лендинг и при Севен-Пайнс.
Позже он участвовал в Втором сражении при Бул-Ране, а затем стал командиром техасской бригады и принял участие в сражении при Энтитеме, где руководил бригадой в её знаменитой атаке на кукурузном поле.
В ноябре 1862 года Уоффорд вместе со своим полком был включен в джорджианскую бригаду Томаса Кобба. В составе этой бригады он участвовал в сражении при Фредериксберге, где участвовал в знаменитом бою у каменной стены. Когда Кобб был смертельно ранен, Уоффорд принял командование бригадой и впоследствии, 17 января 1863 года, повышен до бригадного генерала. Теперь его бригада стала называться «Бригада Уоффорда». В неё входили 16-й, 18-й, 24-й Джорджианские полки, «Легион Кобба» и «Легион Филлипса».
Бригада приняла участие в сражении при Чанселорсвилле, а затем в Геттисбергской кампании. 

### Геттисбергская кампания
Во время этой кампании его бригада состояла из пяти полков и одного батальона:
- 16-й Джорджианский пехотный полк, полковник Гуди Брайан
- 18-й Джорджианский пехотный полк, подполковник Солон Рафф
- 24-й Джорджианский пехотный полк, полковник Роберт Макмиллан
- Легион Кобба, подполковник Лютер Гленн
- Легион Филлипса, полковник Уильям Филлипс
- 3-й Джорджианский снайперский батальон, подполковник Натан Хэтчинс

На поле боя под Геттисбергом бригада прибыла утром 2 июля 1863 и приняла участие в боях за Персиковый сад. Ей было приказано атаковать позиции федерального III корпуса; бригада была построена позади бригады Барксдейла, при этом точное её построение неизвестно — рапорт Уоффорда утрачен, а его дивизионный командир Мак-Лоуз вообще не составил рапорта. Когда миссисипская бригада Барксдейда выбила федералов из Персикового сада и продолжила наступление в северном направлении, Уоффорд направил своих людей прямо по Уитфилдской дороге. Они атаковали и отбросили две бригады дивизии генерала Барнса, вышли во фланг федеральной дивизии Колдвелла и тем самым решили исход битвы за поле Уитфилд. Бригада продвинулась до ручья Плам-Ран, после чего Лонгстрит приказал им отойти назад из-за угрозы окружения. Несмотря на впечатляющие успехи, бригада потеряла всего 334 человека — гораздо меньше, чем остальные бригады на этом участке поля боя. Удивительно, но Лонгстрит не упомянул его в своем рапорте и не рекомендовал к повышению.
На следующий день Уоффорд сообщил генералу Ли, что едва не прорвался к Кладбищенскому хребту. Ли спросил, сможет ли он повторить эту атаку еще раз. Уоффорд сказал, что не сможет. «Потому что, генерал, противник всю ночь укреплялся и усиливался. Тогда я преследовал разбитого противника, а сейчас ситуация совсем другая».

### После Геттисберга
Впоследствии он был отправлен в Джорджию вместе с корпусом Лонгстрита, но не успел принять участия в сражении при Чикамоге. Его местонахождение во время осады Ноксвилля неизвестно. Позже его вернули на восток и он сражался во время Оверлендской кампании, в сражениях в Глуши и при Спотсильвейни, причем был ранен в обоих. Незадолго до осады Петерсберга он покинул Северовирджинскую армию и принял командование военным округом в Джорджии, пока не сдался в плен в Кингстоне. 2 мая 1865 года его условно освободили в Ресаке. 24 июля Уоффорд был амнистирован правительством США. Фактически, солдаты, которыми он командовал, сдались федеральной армии последними в той войне.

## Послевоенная деятельность
После войны Уоффорд работал фермером, юристом и политиком от демократической партии. В 1877 году как делегат Конституционного Конвента Джорджии он выступал против системы «convict leasing», боролся за интересы ветеранов Конфедерации и за образование для афроамериканцев. Многие эти идеи потом стали платформой Партии Популистов. Он умер в Касс-Стейшен, Джорджия, и был похоронен там же на кладбище Кассвилл-Семетери.